# مسجد دژگان
 مسجد تاریخی دژگان واقع در دهستان دژگان از توابع بخش مرکزی شهرستان بندر لنگه در استان هرمزگان و یکی و از نقاط دیدنی استان هرمزگان در جنوب ایران است. 
«مسجد تاریخی دژگان» در نزدیکی بندر خمیر و در دهستان دژکان واقع شده‌است و تاریخ بنای آن دانسته نیست. در ساختمان این مسجد، از سبک معماری و شبستان مساجد بندر لنگه تقلید شده‌است. شبستان و ستون‌های آن از جهت به کار بردن قطعات سنگ‌تراشی شده نقوش گل و بوته قابل ملاحظه‌است. پوشش تزئینی تاق و سردرها و زینت‌کاری رواق‌ها با قطعات سنگ‌تراشیده شده آهکی فوق‌العاده جالب و ظریف صورت گرفته‌است. نقوش این رواق‌ها، از سبک نقش و نگار هندی
تأثیر گرفته‌است. 